# Vanløse Idræts Forening
Il Vanløse Idræts Forening, o abbreviato Vanløse IF è un club calcistico danese, con sede a Vanløse, quartiere di Copenaghen, fondato nel 1921. Ha militato nel girone Ovest della 2. division, la seconda serie nazionale. Vanta una vittoria in Coppa di Danimarca, ottenuta nel 1974, e conseguentemente una partecipazione alla Coppa delle Coppe.
| Stagione | Competizione      | Turno      | Nazione               | Avversario | Andata | Ritorno | Totale |
| -------- | ----------------- | ---------- | --------------------- | ---------- | ------ | ------- | ------ |
| 1974-75  | Coppa delle Coppe | Sedicesimi | Portogallo (bandiera) | Benfica    | 0-4    | 1-4     | 1-8    |

In grassetto le gare casalinghe.

## Rosa
| N. |                      | Ruolo | Calciatore       |
| -- | -------------------- | ----- | ---------------- |
| 1  | Danimarca (bandiera) | P     | Per Rasmussen    |
| 2  | Danimarca (bandiera) | D     | Mikkel Larsen    |
| 3  | Danimarca (bandiera) | D     | Jonas Lundqvist  |
| 4  | Danimarca (bandiera) | D     | Morten Rylander  |
| 6  | Danimarca (bandiera) | D     | Andreas Serner   |
| 7  | Danimarca (bandiera) | C     | Kasper Thorsvang |
| 9  | Danimarca (bandiera) | A     | Kristian Krog    |
| 10 | Danimarca (bandiera) | A     | Anders Jochumsen |
| 11 | Danimarca (bandiera) | A     | Anders Clausen   |
| 12 | Danimarca (bandiera) | C     | Thomas Domino    |
| 13 | Danimarca (bandiera) | C     | Jon Ahlberg      |

| N. |                      | Ruolo | Calciatore          |
| -- | -------------------- | ----- | ------------------- |
| 14 | Danimarca (bandiera) | A     | Mads Aunvig         |
| 15 | Danimarca (bandiera) | C     | Daniel Udsen        |
| 16 | Danimarca (bandiera) | C     | Kenni Pedersen      |
| 18 | Danimarca (bandiera) | C     | Patrick Hørbye      |
| 19 | Danimarca (bandiera) | C     | Benjamin Lee        |
| 20 | Danimarca (bandiera) | C     | Nicolai Lewandowski |
| 21 | Danimarca (bandiera) | C     | Rasmus Lucht        |
| 22 | Danimarca (bandiera) | C     | Jon Andersen        |
| 23 | Danimarca (bandiera) | P     | Lasse Koch          |
| 24 | Danimarca (bandiera) | D     | Nicolai Kehling     |
| 25 | Danimarca (bandiera) | D     | David Rossander     |
| 26 | Danimarca (bandiera) | A     | Rasmus Gaudin       |

## Palmarès
- Coppa di Danimarca: 1

1974
- 1. Division: 1

1974